# Estación Las Tunas
Las Tunas era una estación de ferrocarril ubicada en cercanías de la localidad homónima, provincia de Santa Fe, Argentina.
La estación fue habilitada en 1886 por el Ferrocarril Provincial de Santa Fe. Su clausura se efectuó en 1960.
Sus vías correspondía al ramal F9 del Ferrocarril General Belgrano.

## Servicios
No presta servicios de pasajeros ni de cargas, sus vías se encuentran desmanteladas.